# الخيرية
الخيريّة هي قرية فلسطينيّة تقع 7.5 كيلومتراً إلى الشرق من مدينة يافا. هجّر سكانها ودمرت على يد الصهاينة في حرب عام 1948، واستُخدمت بعض أراضيها لاحقاً من قبل إسرائيل مكباً للنفايات.

## التاريخ
وقت الحكم الآشوري في فلسطين، وردت في سجل الملك الآشوري سنحاريب باسم بناي بركا؛ وخلال الحكم الروماني عرفت بينيبيراك. اما سكان القرى العربية فعرفوها باسم بني برق/ ابن البرق/ ابن براق. كانت في العام 1596 تحت الحكم العثماني كقرية في ناحية الرملة (لواء غزة)، وبلغ عدد سكانها 154. وكانت تؤدي الضرائب على عدد من الغلال كالقمح والشعير والفاكهة والسمسم، فضلاً عن أنواع أخرى من الممتلكات، مثل الماعز وخلايا النحل وكروم العنب.

## الموقع والمحيط
تقع القرية على رقعة منبسطة في السهل الساحلي الأوسط قرب قلعة صليبية؛ وكانت شبكة الطرق تمر بالقرية وبالقرب منها، تُيسر لها الوصول إلى مدن يافا واللد والرملة وكانت شركة باصات سلمة تُسيير باصات في المنطقة.
الخيرية تقع على الجانب الأيمن من وادي المصرارة وبلغ متوسط ارتفاعها عن سطح البحر 25 متر؛ احاطت بأراضيها أراضي قرى ساقية وكفر عانة وسلمة ويفصلها الوادي الكبير عن يازور وبيت دجن (يافا). يمر نهر العوجا -المعروف في مجراه الأدنى بنهر الجُرَيشة- بالأراضي الواقعة شمالها مُتجها إلى البحر المتوسط. وتمر الطريق الساحلية الرئيسة شرقيّها. استبدل سكان القرية اسمها في فترة الانتداب فجعلوها الخيرية، تمييزا لها عن مستعمرة بني براك الصهيونية التي أسست على بعد 6 كلم شمالي القرية في سنة 1924.

## أرض القرية والسكان والعائلات
أراضي القرية طينية حمراء، فيما عدا أراضي قليلة رملية شمال القرية؛ امتلك الفلسطينيين فيها 7,182 دونم، والصهاينة 5,842 دونم، فيما مساحة 648 دونم كانت مشاعا، وبلغت المساحة الإجمالية 13,672 دونم.
عَمِل السكان بصورة أساسية، في الزراعة وتربية المواشي. في 1945، كان ما مجموعه 3359 دونماً مخصصاً للبرتقال وحمضيات أخرى و 2355 دونماً للحبوب و 1275 دونماً مروياً أو مستخدماً للبساتين. وكانت آبار ارتوازية عدة تمد القرية بمياه الري.
عام 1596 بلغ عدد السكان 154 نسمة وارتفع عام 1948 إلى 1,647 نسمة، وعام 1998 قُدر عدد اللاجئين 10,116 نسمة.
من عائلات الخيرية سلامة، نواس، بدوان، الغزاوي، الزهيري، الناطور، إعمر - شحاده، فارس، سالم، شعبان، أبو الحج، حمودة، الزواوي، الطيبي، أبو هاشم، أبو صبرة، سالم حسين، رحال، العاصي، الملاح، الجعفري، عثمان عطالله، عمر، شحاده.
كان في القرية عدة حارات، وسكن الحارة الغربية الردينية والشرقية الجُرُف ودار رشيد (الحمادشة)؛ سكن القبلية دار أيوب والشمالية ندى وأبو الرز/الرمحي؛ وكان لكل من للعائلات الكبيرة ديوان ويسمى مِقْعَد.
اعتمد اقتصاد القرية على الزراعة وكان بها دكاكين استعملت كملحمة، مقاهي، أفران، سمانة وأقمشة ومعامل طوب.

## التعليم
أنشئت مدرسة البنين في سنة 1920 في غُرفة واحدة بُنيت من الحجر وبها أربع صفوف ابتدائية بذات الوقت والتحقت البنات في صف الأدراج الأمامي (الأول) وتضمنت المدرسة تدريباً زراعياً وكان من مُدرسيها محمد الخطيب من اللد وعبد الله الدجاني. توسعت المدرسة فيما بعد إلى عدد من الغرف بعد تبرع محمد سليم أبو جنيد بقطعة أرض كبيرة وأصبح مديرها عاصم الناشف من طولكرم.
أُسست مدرسة البنات عام 1945. وفي سنة 1946 بلغ عدد الطلاب المسجلين في المدرستين 183 تلميذاَ و69 تلميذة.

## إحتلال القرية وتطهيرها عرقيا
شهدت القرية أعمالاً عسكرية قبل أن يتم احتلالها، وذكرت جريدة فلسطين في 15 كانون الأول 1947، إن سكان الخيرية حفروا خنادق دفاعية وتناوبوا لحراسة محيطها كردة فعل على هجمات تعرضت لها قريتا سلمة والعباسية. سقطت الخيرية في قبضة لواء الكسندروني «كتيبة السبت» بزعامة شومتز ضمن حملة بيعور حمتس بتاريخ 29 نيسان 1948 وهُجِر سكانها إلى مخيمات الضفة الغربية والأردن والشتات. بقيت في موقع القرية بضعة بيوت وإحدى المدرستين وأحد المنازل المحاطة بنباتات برية وشجيرات.
هجر إلى مخيم بلاطه عائلات: شحاده - ندى - زواوي - نواس.

## المستعمرات على اراضي القرية
في عام 1932 أنشئت مستعمرة كفار أزار ولاحقاً مستعمرتا رمات بنكاس عام 1952 ورمات إفعال عام 1969. كذلك بنيت فيما بعد رمات غان وجامعة بار ايلان.

## أعلام
- كمال رشيد (1941-2008).